# Wales nationalbibliotek

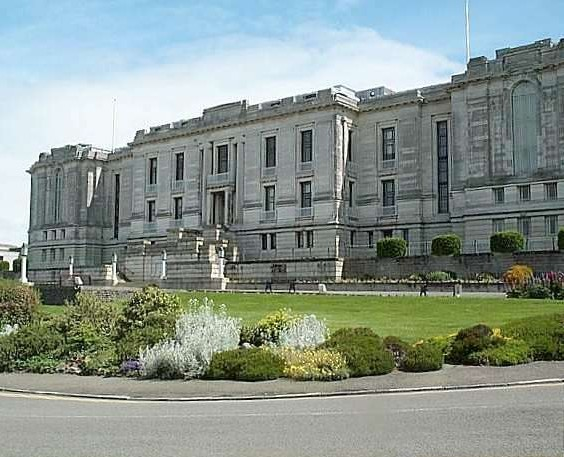
National Library of Wales

Wales nationalbibliotek (kymriska: Llyfrgell Genedlaethol Cymru, engelska: National Library of Wales) är Wales nationalbibliotek och är beläget i Aberystwyth. 

## Historik
1873 upprättades en kommitté för att samla walesiskt material och förvara det vid University College i Aberystwyth. 1905 lovade regeringen pengar i budgeten och Privy council tillsatte en kommitté för att bestämma var biblioteket skulle ligga. Aberystwyth valdes i stället för Cardiff, främst eftersom samlingarna redan fanns på colleget där. Cardiff valdes i stället som för säte för National Museum of Wales. Biblioteket och museet bildades med ett Royal Charter den 19 mars 1907 .

## Samlingar

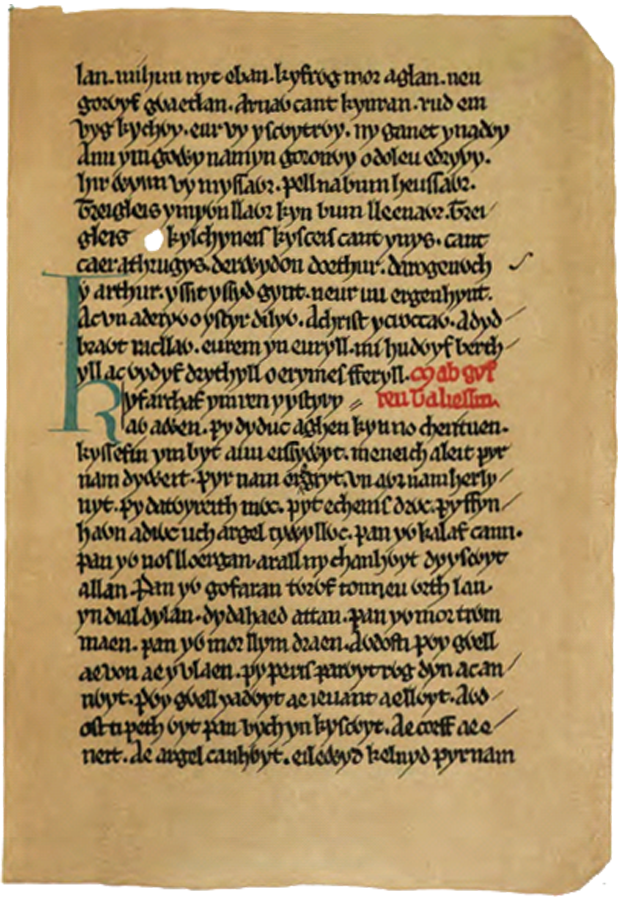
Book of Taliesin

Biblioteket omfattar över 4 miljoner tryckta volymer, däribland många unika böcker som Yn y lhyvyr hwnn, den första bok som trycktes i Wales och den första kompletta walesiska översättningen av Bibeln. Det finns även unika handskrifter som Black Book of Carmarthen, den äldsta bevarade handskriften helt på kymriska, Book of Taliesin och Geoffrey Chaucers skrifter. Det ska även få ett exemplar av alla publicerade verk i Storbritannien och Irland.